# Man-Bat
Man-Bat ou Bat Créature est un personnage de fiction créé par Neal Adams et Frank Robbins dans Detective Comics #400 en 1970. Plusieurs personnages deviendront des Man-Bat.

## Biographie fictive
Kirk Langstrom est un scientifique ayant conduit plusieurs expériences sur le génome humain pour lutter contre la surdité. Il produisit une solution transformant la personne la consommant en une énorme chauve-souris humanoïde. Après avoir été le cobaye de sa propre trouvaille, Langstrom allait terroriser les cieux de Gotham City.
Cependant, il agit la plupart du temps contre ses instincts et a souvent agi comme allié de Batman quand il se contrôlait.
Plusieurs personnes allèrent, durant les années qui suivirent, incarner le Man-Bat.

## Francine Langstrom
La femme de Kirk Langstrom a elle aussi été touchée par le sérum Man-Bat. Originellement, elle fit cela pour rejoindre son mari lorsqu'il était transformé, devenant ainsi « She-Bat ».
Cependant, depuis le reboot des New 52, elle est une espionne s'étant mariée à Langstrom pour obtenir le sérum, fabriquant alors sa propre version du sérum à partir des gènes de Chauve-souris vampire, devenant alors assoiffée de sang.

## Man-Bats Commandos
Il s'agit d'une unité de Man-Bats travaillant pour la Ligue des Assassins, sous l'égide de Talia Al Ghul après que celle-ci ait forcé Langstrom à lui donner sa formule.

## L'épidémie Man-Bats
Lors de cet événement, un quartier entier de Gotham fut transformé en Man-Bats quand un virus s'y répandit. Batman arriva alors à absorber la maladie avec l'aide de Langstrom qui dû alors se transformer en Man-Bat, marquant sa première transformation depuis le reboot des New 52.

## Biographies alternatives
Dans la série télévisée Batman, la série animée, Kirk Langstrom et le Man-Bat sont le premier adversaire du Chevalier masqué. Un deuxième épisode mit en scène le Man-Bat, mais cette fois-ci, ce fut au tour de Francine, l'épouse de M Langstrom de succomber aux effets de la solution.
Dans la série Batman, Man-Bat subit une simplification de sa psychologie : Langstrom n'y est plus une victime mais un vulgaire savant fou obsédé par l'idée de surpasser Batman.
Dans la série Prenez garde à Batman !, Langstrom est victime des expériences du professeur Pyg et de mister Toad et se fait transformer en un hybride mutant chauve-souris contrôlé par un collier anti-évasion pour les animaux dangereux. Il finit par se libérer et devient membre des Outsiders.
Dans cette version, Langstrom est victime de ses instincts bestiaux.
Dans le film Batman v Superman : L'Aube de la justice, Dans son rêve, Bruce Wayne visitait la dernière demeure de ses parents, le mausolée Wayne. Il remarqua du sang couler de la tombe de sa mère. Il tendit la main pour la toucher, quand soudain, une créature chauve-souris s'écrasa contre le mur, attrapant Bruce et lui hurlant dessus.
Dans cette version, le personnage ne s’appelle pas Man-Bat mais Bat Créature. Mais ont toute même des aptitudes similaires.
Dans l'univers du film La Ligue des justiciers : Dieux et Monstres, Kirk Langstrom s'est transformé en vampire à cause de son produit, il est par la suite devenu Batman et est un membre de la Ligue des justiciers avec Superman (le fils de Zod) et Wonder Woman (Bekka une New God). Contrairement au Batman originel, Kirk ne se contente pas d'arrêter les criminels, il les tue pour satisfaire sa soif de sang.

## Description

### Physique
Man-Bat devient, sous l'effet de la toxine qu'il a inventé, une chauve-souris géante de plus de 2,10 m.
Il profite de ses pouvoirs pour commettre des crimes.

## Origine du nom
Man-Bat est une image inversée de Batman. Sous sa forme mutée, il est plus chauve-souris qu'homme, contrairement à Batman, d'où l'inversion dans le nom.

## Apparitions dans d'autres médias

### Télévision
- Batman (Paul Dini, Bruce Timm, Eric Radomski, 1992-1995) avec Marc Singer (VF: Philippe Peythieu)
- Batman (The Batman, Duane Capizzi, Michael Goguen, 2004-2008) avec Peter MacNicol (VF : Michel Prudhomme)
- Batman : L'Alliance des héros
- Prenez garde à Batman
- Gotham
- Scooby-Doo et Compagnie
- Harley Quinn

### Films
- Batman Forever. Le personnage apparaît dans une scène coupé où qu'il apparait devant Bruce Wayne dans la batcave.
- Dans un film annulé Batman: Darknight ou Batman Unchained suite de Batman et Robin, le personnage devait apparaître dans un des scénarios potentiel mais la production à échoué suite à l’échec du film de 1997. L’histoire du film était : Bruce Wayne s'est volontairement isolé, car il a le sentiment d'avoir perdu ses meilleures armes dans la lutte contre le crime : sa mystique et la peur de ses ennemis. Dick Grayson étudie à l'Université de Gotham, cherchant à découvrir qui il est vraiment, hormis son tuteur, et refusant de redevenir Robin sans lui. Pendant ce temps, le Dr Jonathan Crane utilise son poste de professeur de psychologie à l'Université de Gotham et de psychiatre résident à l'asile d'Arkham pour mener ses expériences sur la peur. Lors d'une confrontation vengeresse avec son collègue, le Dr Kirk Langstrom, Jonathan Crane déclenche sans le savoir la transformation de Kirk en une créature connue sous le nom de Man-Bat. Les habitants de Gotham, sans méfiance, réclament la tête de Batman, persuadés que les chasses nocturnes de Man-Bat sont le retour sanguinaire du Chevalier Noir. Bruce enfile à nouveau cape et cagoule pour laver son honneur et résoudre le mystère de ces attaques. Finalement, Dick se retrouve à l'asile d'Arkham sous la surveillance antipathique de Crane, et Kirk se bat contre son syndrome « homme contre monstre » alors qu'il aspire à la fois à retrouver sa femme et à se venger de Crane.
- Le Fils de Batman, interprété par Xander Berkeley. La ligue des Assassins prend la famille de Langstrom en otage pour le forcer à créer une armée Man-Bat pour renforcer ses rangs jusqu'à ce que Batman et Damian Wayne sauvent les Langstrom. Pendant que le mutagène est terminé, Langstrom crée un antidote pour arrêter les Man-Bat Commandos.
- La Ligue des justiciers : Dieux et Monstres, interprété par Michael C. Hall. Alors qu'il était à l'université, cette version est devenue un pseudo-vampire pour tenter de guérir son cancer, avec son meilleur ami Will Magnus effectuant des recherches supplémentaires pour développer un remède distinct. Langstrom est devenu le Batman de son univers et membre fondateur de la Justice League.
- Batman v Superman : L'Aube de la justice, interprété par Richard Cetrone. Le personnage apparaît dans un rêve que fait Bruce Wayne en allant voir la tombe de ses parents ! Cependant il n'a jamais été mentionné qu'il était ce fameux personnage, car il se nomme tout simplement Bat Créature. Mais a tout de même des aptitudes similaires ! Il est la représentation de Batman si celui-ci choisit la bestialité à l'humanité, s'il prévilégie son image de chauve-souris à son côté humain.
- Lego DC Comics: Batman Be-Leaguered
- Batman Unlimited : L'Instinct animal
- Lego Batman, le film

### Jeux vidéo
- The Adventures of Batman and Robin
- Lego Batman : Le Jeu vidéo[2]
- Lego Batman 2: DC Super Heroes
- Batman: Arkham Knight
- Lego Batman 3: Au Delà de Gotham
- Lego DC Super-Vilains
- DC Legends
- Gotham Knights